# MGP (émission de télévision danoise)
Pour les articles homonymes, voir MGP.
Le MGP (Melodi Grand Prix) est un concours annuel de chansons pour les enfants de 8 à 15 ans. Il est organisé tous les ans depuis 2000 par la DR.
Le MGP est la version pour enfants du Dansk Melodi Grand Prix, sélection nationale du pays pour l'Eurovision. De 2003 à 2005, le MGP tient le même rôle, pour sa déclinaison junior.
Le gagnant de la dernière édition en date est le groupe Tempo avec la chanson Lyst til at hop'.

## Format
Depuis 2011, le concours est organisé en parallèle du Dansk Melodi Grand Prix, souvent à une semaine d'intervalle.
Les règles du concours sont similaires à celles de l'Eurovision Junior. Les participants doivent être âgés de 8 à 15 ans au moment du concours. Les chansons en compétition doivent être écrites par l'auteur et principalement en danois. La durée maximale des chansons en compétition est de 3 minutes, et un maximum de 6 personnes sur scène sont autorisées lors d'une prestation.

## Internationalisation
En 2002, l'idée du concours est étendue à l'ensemble de la région nordique. Un nouveau concours, nommé MGP Nordic, est créé et organisé en collaboration avec la Suède (SVT) et la Norvège (NRK).
L'année suivante, le Concours Eurovision de la chanson junior est créé et remplace le MGP Nordic, Le MGP danois sert alors de sélection nationale pour cette nouvelle déclinaison du concours de chanson européen. En 2006, en signe de protestation contre le traitement des enfants lors de l'évènement, le Danemark et la Norvège se retirent conjointement de l'Eurovision Junior, et rétablissent le MGP Nordic. Le Danemark n'a plus jamais participé à l'Eurovision Junior depuis.

## Liste des gagnants
Le tableau ci-dessous liste les chansons gagnantes de toutes les éditions du MGP depuis sa création en 2000.
| Année | Chanson                  | Traduction (en français)         | Artiste           | Lieu                            | Date              |
| ----- | ------------------------ | -------------------------------- | ----------------- | ------------------------------- | ----------------- |
| 2000  | Sort sort snak           | Parlons noir et noir             | FemininuM         | Søborg (TV-Byen)                | 13 avril 2000     |
| 2001  | Du har brug for mig      | Tu as besoin de moi              | Sisse Søby        | Søborg (TV-Byen)                | 7 avril 2001      |
| 2002  | Kickflipper              | –                                | Razz              | København (Studie 3 - TV-Byen)  | 23 mars 2002      |
| 2003  | Arabiens drøm            | Rêves d'Arabie                   | Anne Gadegaard    | København (Studie 3 - TV-Byen)  | 3 mai 2003        |
| 2004  | Pigen er min             | Cette fille est à moi            | Cool Kids         | København (Studie 3 - TV-Byen)  | 25 septembre 2004 |
| 2005  | Shake, shake, shake      | Secoue, secoue, secoue           | Nicolai Kielstrup | Aarhus (DR i Aarhus)            | 17 septembre 2005 |
| 2006  | Tro på os to             | Crois en nous deux               | SEB               | Aarhus (DR i Aarhus)            | 16 septembre 2006 |
| 2007  | Til solen står o         | Jusqu'à ce que le soleil se lève | Amalie Høegh      | Aarhus (DR i Aarhus)            | 15 septembre 2007 |
| 2008  | En for alle, alle for en | Un pour tous, tous pour un       | The Johanssons    | Aarhus (Musikhuset Aarhus)      | 20 septembre 2008 |
| 2009  | Kun min                  | Seulement le mien                | Pelle B           | Aarhus (DR i Aarhus)            | 26 septembre 2009 |
| 2011  | Tro på dig selv          | Crois en toi                     | Chestnut Avenue   | Ballerup (Ballerup Super Arena) | 5 mars 2011       |
| 2012  | Jeg bli’r ved            | Je resterai                      | Energy            | Aalborg (Gigantium)             | 28 janvier 2012   |
| 2013  | Den første autograf      | Le premier autographe            | Kristian          | Herning (Jyske Bank Boxen)      | 2 février 2013    |
| 2014  | Du ser den anden vej     | Tu regardes ailleurs             | Emma Pi           | Odense (Arena Fyn)              | 15 mars 2014      |
| 2015  | Du du du                 | –                                | Flora Ofelia      | Aalborg (Gigantium)             | 14 février 2015   |
| 2016  | Bar' for vildt           | Trop sauvage                     | Ida et Lærke      | Horsens (Forum Horsens)         | 20 février 2016   |
| 2017  | Frikvarter               | Récréation                       | Bastian           | Herning (Jyske Bank Boxen)      | 4 mars 2017       |
| 2018  | Til næste år             | À l'année prochain               | Mille             | Aalborg (Gigantium)             | 17 février 2018   |
| 2019  | Bedste veninder          | Meilleures amies                 | SODA              | Herning (Jyske Bank Boxen)      | 2 mars 2019       |
| 2020  | Ingen plan b             | Pas de plan b                    | Liva              | København (Royal Arena)         | 29 février 2020   |
| 2021  | Ikke som de andre piger  | Pas comme les autres filles      | Emilie            | København (Studie 5 - DR Byen)  | 27 février 2021   |
| 2022  | Hater                    | –                                | Emma              | Herning (Jyske Bank Boxen)      | 26 février 2022   |
| 2023  | Det' bare tanker         | Ce ne sont que des pensées       | Sophia            | Næstved (Arena Næstved)         | 18 février 2023   |
| 2024  | Stop!                    | –                                | Naya              | København (DR Koncerthuset)     | 24 février 2024   |
| 2025  | Lyst til at hop'         | Envie de sauter                  | Tempo             | Herning (Jyske Bank Boxen)      | 22 février 2025   |
| 2026  |                          |                                  |                   | Frederikshavn (Arena Nord)      | 21 février 2026   |